# ベン・スペンサー
ベン・スペンサー（Ben Spencer、1992年7月31日 - ）は、プレミアシップバースに所属するラグビーユニオン選手。

## プロフィール
- イングランド・ストックポート出身。
- ポジションはスクラムハーフ(SH)。
- 身長 178cm、体重 86kg
- U20イングランド代表に選ばれたことがある[1]。
- イングランド代表キャップは4（2020年3月現在）。

## 略歴
ケンブリッジを経て、2011年、サラセンズに加入。 
2019年、ウィリー・ハインツの負傷に伴い、ラグビーワールドカップ2019のイングランド代表に追加召集された。
2020年、バースに加入。